# Krescencije Rimljanin
Krescencije (Rim, oko pol. 11. stoljeća — Split, iza 1111.), splitski nadbiskup i metropolit od 1100. godine. Na nadbiskupskoj stolici naslijedio je nadbiskupa Lovru († 1099.), koji je gotovo pola stoljeća upravljao Splitskom nadbiskupijom i svjedočio kraju neovisnosti srednjovjekovnog Kraljevstva Hrvatske.
Budući da se Splićani nisu uspjeli dogovoriti oko izbora novog nadbiskupa, postavio ga je papa Paskal II. (1099. – 1118.) i predao mu palij 1102. godine. Sljedeće godine, Krescencije je otvorio sarkofag svetog Duje i otkrio njegove zemne ostatke, o čemu je ostavio natpis na sarkofagu. Pregovarao je s ugarskim i novim hrvatsko-dalmatinskim kraljem Kolomanom, kada je ovaj opsjeo grad Split i tom je prilikom, naovdno, dobio potvrdu povlastica za Splitsku nadbiskupiju. Oko 1105. godine, sudjelovao je na dijecezanskom sinodu u Zadru, gdje je riješavan i zemljišni spor između samostana sv. Petra u Selu i samostana sv. Mojsija u Solinu.